# مارک بلاندل
مارک بلاندل (انگلیسی: Mark Blundell؛ زادهٔ ۸ آوریل ۱۹۶۶ در بارنت، لندن) رانندهٔ مسابقات اتومبیل‌رانی اهل بریتانیا است که در فصل ۱۹۹۱، و دوباره از فصل ۱۹۹۳ تا ۱۹۹۵ در مجموع در ۶۳ گراند پری از مسابقات جهانی فرمول یک شرکت کرد.
بلاندل در طول دوران فعالیت خود در فرمول یک، ۳ بار بر روی سکو رفت و ۳۲ امتیاز را به نام خود به‌ثبت رساند.